# コーリー・ハウス・ポスナー・ホワイトサイズ反応
コーリー・ハウス・ポスナー・ホワイトサイズ反応（コーリー・ハウス・ポスナー・ホワイトサイズはんのう、英: Corey–Posner, Whitesides–House synthesis）またはコーリー・ハウス・ポスナー・ホワイトサイズ合成は、リチウムジアルキルクプラートとハロゲン化アルキルの反応により、アルカン、有機銅化合物、ハロゲン化リチウムが生成する有機化学反応である。
R2CuLi + R'-X → R-R' + RCu + LiX
1960年代後半、ハーバード大学のイライアス・コーリー、ゲーリー・ポスナー（当時大学院生）らの研究グループと、マサチューセッツ工科大学のHerbert O. House、ジョージ・M・ホワイトサイズらの研究グループによってそれぞれ独立に開発された。

## 反応機構
本反応は、2段階で進行する。ハロゲン化アルキルをリチウム金属で処理しエーテルに溶解すると、ハロゲン化アルキルはアルキルリチウム化合物 (R-Li) に変換される。出発物質のR-Xは1級、2級、3級ハロゲン化アルキルを用いることができる。
{\displaystyle {\ce {R-X\ + 2Li -> R-Li\ + Li-X}}}
2段階目は、アルキルリチウム化合物をヨウ化銅(I) (CuI) と反応させる必要がある。これによってリチウムジアルキルクプラートが生成する。これらの化合物は、最初アイオワ州立大学のヘンリー・ギルマンによって合成され、彼の名前を冠してギルマン試薬と大抵呼ばれている。
{\displaystyle {\ce {2RLi\ + CuI -> R2CuLi\ + LiI}}}
リチウムジアルキルクプラートを次に、2つ目のハロゲン化アルキルと反応させ、目的化合物がカップリングによって得られる。
{\displaystyle {\ce {R2CuLi\ + R'-X -> R-R'\ + RCu\ + LiX}}}
2番目のハロゲン化アルキルが最初とは異なる化合物だった場合は、クロスカップリング生成物が得られる。
この反応を確実に成功させるためには、ハロゲン化アルキルとしてハロゲン化メチル、ハロゲン化ベンジル、ハロゲン化1級アルキル、2級アルキルとしてはハロゲン化シクロアルキルを用いなければならない。本反応は比較的単純であるため、有機化合物の合成において、有用な手法となっている。

## 背景
本反応は、4名の有機化学者の協力によって開発された：ハーバード大学のイライアス・コーリー、ジョンズ・ホプキンス大学のゲーリー・ポスナー (Gary H. Posner)、ハーバード大学のジョージ・M・ホワイトサイズ、ジョージア工科大学のHerbert O. Houseである。